# Kirkham
Koordinaten: 53° 47′ N, 2° 52′ W
Kirkham ist eine Stadt im Verwaltungsbezirk Fylde in Lancashire, England, auf halbem Weg zwischen Blackpool und Preston (20 Kilometer westlich von Preston).
Der Dow Brook entsteht im Nordosten der Stadt aus dem Zusammenfluss des im Norden der Stadt fließenden Carr Brook und dem aus Osten kommenden Spen Brook und fließt in südlicher Richtung im Osten der Stadt.
Der Ursprung der Stadt liegt vor der römischen Zeit. Der Name ist zusammengesetzt aus dem dänischen Wort kirk (Kirche) und ham (Angelsächsisch für Siedlung).
Kirkham liegt in einem durch Landwirtschaft geprägten Gebiet. Ab Mitte des 18. Jahrhunderts wurden hier Segeltuch und Produkte aus Flachs hergestellt. Im Jahr 1876 gab es Fabriken, die insgesamt fast 1000 Arbeiter in der Baumwoll- und in anderen Industrien beschäftigen.
Der Bahnhof in Kirkham wurde 1844, vier Jahre nach dem in Preston eröffnet. Die beiden größten Schulen in der Stadt sind die „Carr Hill“ und die „Kirkham Grammar“.

## Partnerstädte
- Ancenis im Département Loire-Atlantique, Frankreich (seit 1982)
- Bad Brückenau in Unterfranken, Deutschland (seit 1995)

Ancenis und Bad Brückenau haben sich auch untereinander verbunden.

## Persönlichkeiten
- Vincent Wigglesworth (1899–1994), Entomologe